# Berggrenia
Berggrenia es un género de foraminífero planctónico de la familia Globorotaliidae, de la superfamilia Globorotalioidea, del suborden Globigerinina y del orden Globigerinida. Su especie tipo es Globanomalina praepumilio. Su rango cronoestratigráfico abarca el tránsito Zancleense - Piacenziense (Plioceno medio).

## Descripción
Berggrenia incluía especies con conchas inicialmente trocoespiraladas y finalmente planiespiraladas muy involutas, de forma discoidal-globular; sus cámaras eran inicialmente globulares u ovaladas; sus suturas intercamerales eran rectas e incididas; su contorno era lobulado y digitado; su periferia era subredondeada; sus ombligos eran pequeños; su abertura principal era interiomarginal, ecuatorial extraumbilical, con una forma de arco bajo, y bordeada por un labio estrecho; presentan pared calcítica hialina, macroperforada con poros cilíndricos ligeramente alargados en las suturas, y superficie punteada, aunque podían tener pústulas en las suturas.

## Discusión
Clasificaciones posteriores han incluido Berggrenia en la familia Turborotalitidae y en la superfamilia Globigerinoidea.

## Paleoecología
Berggrenia incluye foraminíferos con un modo de vida planctónico, de distribución latitudinal tropical-subtropical, y habitantes pelágicos de aguas intermedias e profundas (medio mesopelágico a batipelágico superior).

## Clasificación
Berggrenia incluye a las siguientes especies:
- Berggrenia praepumilio
- Berggrenia pumilio